# Helen Clark
Helen Elizabeth Clark (Hamilton, 26 februari 1950) is een Nieuw-Zeelandse politicoloog en politica. Van 5 december 1999 tot 19 november 2008 was zij de minister-president.

## Levensloop

### Achtergrond
Clark was de oudste van vier meisjes in een boerengezin uit Waikato. Haar moeder werkte als onderwijzeres en haar vader was boer en was lid van de Nationale Partij. Ze doorliep achtereenvolgens de lagere school, de middelbare meisjesschool in Auckland en de Universiteit van Auckland, alwaar zij politieke wetenschappen studeerde. Ze studeerde af als Master of Arts.
Clark was van 1973 tot haar verkiezing in het parlement in 1981 docent politicologie aan de Universiteit van Auckland. Ze trouwde met de socioloog Peter Davis.

### Politieke carrière
Helen Clark heeft het grootste deel van haar leven actief voor de Nieuw-Zeelandse Labour Partij gewerkt. Ze was lid van de directie van de Partij van 1978 tot september 1988 en opnieuw vanaf april 1989. Zij is voorzitter geweest van de Labour Jeugdraad (Labour Youth Council), een verantwoordelijk lid van de Aucklandse Regionale Raad (Auckland Regional Council), secretaris van de Labour Vrouwenraad (Labour Women's Council) en lid van de Beleidsraad (Policy Council). Ze vertegenwoordigde de Labour Partij bij het congres van het Internationale Socialisten in 1976, 1978, 1983 en 1986.
Clark werd in 1981 gekozen tot lid van het Nieuw-Zeelandse Huis van Afgevaardigden, waar zij het electoraat van de kieskring Mount Albert in Auckland vertegenwoordigde. Ze was een van de vier vrouwen in het parlement. Tijdens haar eerste termijn (1981 - 1984) werd ze lid van de Commissie voor Statutaire Herziening (Statutes Revision Committee) en in haar tweede termijn (1984 - 1987) zat zij diverse andere commissies voor.
Clark diende in de Labour-kabinetten van David Lange, Geoffrey Palmer en Mike Moore, eerst als minister van Huisvesting en Milieubeheer, vervolgens als minister van Gezondheid en later als vicepremier. Ze werd oppositieleider tijdens het kabinet-Jim Bolger en Jenny Shipley van de Nationale Partij.

### Premier
Van december 1999 tot november 2008 was Clark de 37e minister-president van Nieuw-Zeeland. Tevens was ze minister voor Kunsten, Cultuur en Erfgoed en heeft ze verantwoordelijkheid voor de Nieuw-Zeelandse Inlichtingendienst en ministeriële diensten. Haar regering bestond in eerste termijn uit een minderheidscoalitie met de Alliantiepartij en de Groenen. Sinds de verkiezingen van 2002 bestaat het kabinet uit een coalitie tussen Labour, de Progressieve Coalitiepartij, de Groenen en de United Future New Zealand. In 2005 werd Labour opnieuw de grootste partij, en kon Clark haar derde kabinet vormen.
Na de verkiezingsnederlaag tijdens de parlementsverkiezingen op 8 november 2008 trad Clark af als leider van Labour. Ze koos voor een internationale loopbaan. Op 26 maart 2009 maakte de secretaris-generaal van de VN Ban Ki-Moon bekend dat zij zou worden benoemd tot directeur van het Ontwikkelingsprogramma van de Verenigde Naties. Hij gaf aan haar de voorkeur boven de Nederlandse kandidaat Ad Melkert. De UNDP is de grootste organisatie van de Verenigde Naties en houdt zich bezig met armoedebestrijding, goed bestuur en de bestrijding van aids. Zij trad op 17 april 2009 uit het parlement.